# Flight Log: Turbulence
Flight Log: Turbulence là album phòng thu thứ ba của ban nhạc nam Hàn Quốc Got7. album này được phát hành vào ngày 27 tháng 9 năm 2016 bởi JYP Entertainment với ca khúc chủ đề "Hard Carry".

## Track listing[3]
| STT | Nhan đề                 | Phổ lời                                     | Phổ nhạc                                                                | Điều phối                                 | Thời lượng |
| --- | ----------------------- | ------------------------------------------- | ----------------------------------------------------------------------- | ----------------------------------------- | ---------- |
| 1.  | "Skyway"                | earattack, Defsoul (JB)                     | earattack, LISH, Defsoul (JB), The Kick Sound                           | earattack, LISH, The Kick Sound           | 3:37       |
| 2.  | "하드캐리" (Hard Carry) | earattack, Yoogeun                          | earattack, LISH, Yoogeun                                                | earattack, LISH                           | 3:13       |
| 3.  | "Boom x3"               | Jackson Wang, BOYTOY, Penomeco              | Jackson Wang, BOYTOY                                                    | BOYTOY                                    | 3:31       |
| 4.  | "Prove It"              | Defsoul (JB)                                | Defsoul (JB), 220, Royal Dive                                           | 220, Royal Dive                           | 2:54       |
| 5.  | "노잼" (No Jam)         | Yugyeom, Mark, Frants, BamBam, Jackson Wang | Yugyeom, Frants, Mark                                                   | Frants                                    | 3:34       |
| 6.  | "HEY"                   | Kim Won, Ars (Youngjae), Oh Hyunjoo         | Kim Won, Ars (Youngjae)                                                 | Kim Won                                   | 3:29       |
| 7.  | "Mayday"                | Jinyoung                                    | Jinyoung, Distract, Secret Weapon                                       | Secret Weapon                             | 3:33       |
| 8.  | "My Home"               | earattack, Mark                             | earattack, LISH, Mark                                                   | earattack, LISH                           | 3:27       |
| 9.  | "Who's That"            | Jam Factory                                 | Ruwanga Samath, Oscar Doniz, Josiah Rosen, Carlos Battey, Steven Battey | Ruwanga Samath                            | 3:35       |
| 10. | "만약에" (If)           | Primeboi, BamBam, Mark                      | Primeboi, Cash Note                                                     | Primeboi                                  | 3:29       |
| 11. | "아파" (Sick)           | Ars (Youngjae), Mark, Jackson Wang          | Damon Sharpe, Carlos Battey, Gregg Pagani                               | Damon Sharpe, Carlos Battey, Gregg Pagani | 4:17       |
| 12. | "니꿈꿔" (Dreamin')     | earattack, Defsoul (JB), BamBam             | earattack, Defsoul (JB)                                                 | earattack                                 | 3:08       |
| 13. | "Let Me"                | earattack, Mark, Yoogeun                    | earattack, LISH, Mark                                                   | earattack, LISH                           | 3:21       |

## Bảng xếp hạng
| Bảng xếp hạng                         | Vị trí cao nhất |
| ------------------------------------- | --------------- |
| Flanders                              | 178             |
| French Albums (SNEP)                  | 136             |
| New Zealand Heatseekers Albums (RMNZ) | 6               |
| Album Hoa Kỳ Heatseekers (Billboard)  | 7               |
| Album Hoa Kỳ World (Billboard)        | 1               |

## Doanh số
| Năm  | Doanh số bán đĩa trên Gaon |
| ---- | -------------------------- |
| 2016 | 200,000+                   |

## Giải thưởng và đề cử

### Giải thưởng của chương trình âm nhạc
| Bài hát      | Chương trình | Ngày                 |
| ------------ | ------------ | -------------------- |
| "Hard Carry" | M! Countdown | 6 tháng 10 năm 2016  |
| "Hard Carry" | Music Bank   | 7 tháng 10 năm 2016  |
| "Hard Carry" | Inkigayo     | 9 tháng 10 năm 2016  |
| "Hard Carry" | The Show     | 18 tháng 10 năm 2016 |